# Sinocyrtaspiodea longicercus
Sinocyrtaspiodea longicercus is een rechtvleugelig insect uit de familie sabelsprinkhanen (Tettigoniidae). De wetenschappelijke naam van deze soort is voor het eerst geldig gepubliceerd in 2013 door Shi & Bian.